# Comunidad de comunas Conflent-Canigó
La Comunidad de comunas Conflent-Canigó (Communauté de communes Conflent-Canigou en francés), es una estructura intercomunal francesa situada en el departamento francés de Pirineos Orientales de la región de Languedoc-Rosellón.

## Historia
Fue creada el 5 de diciembre de 2014 con la unión de  las comunidades de comunas de Conflent, con Vinça-Canigó y con la de Canigó-Val Cady, siendo sus comunas, las veinte del antiguo cantón de Prades, once de las quince comunas del antiguo cantón de Olette, nueve de las dieciocho comunas del antiguo cantón de Vinça, cinco de las once comunas del antiguo cantón de Sournia y una de las quince comunas del antiguo cantón de Mont-Lois; y que actualmente forman parte, veinticuatro de las comunas al nuevo cantón de Pirineos Catalanes, dieciocho comunas al nuevo cantón de Canigó y cinco comunas al nuevo cantón del Valle del Agly. 

## Nombre
Debe su nombre a  que la comunidad se halla en la comarca de Conflent, a los pies del macizo montañoso del Canigó.

## Composición
La Comunidad de comunas reagrupa 47 comunas:
| Comuna                   | Código INSEE | Región             | Población (2015) | Superficie (km²) | Densidad (hab./km²) |
| ------------------------ | ------------ | ------------------ | ---------------- | ---------------- | ------------------- |
| Arboussols               | 66007        | Valle del Agly     | 101              | 14.08            | 7.2                 |
| Baillestavy              | 66013        | Canigó             | 103              | 17.89            | 5.8                 |
| Campôme                  | 66034        | Pirineos Catalanes | 118              | 5.26             | 22.5                |
| Campoussy                | 66035        | Valle del Agly     | 47               | 17.04            | 2.75                |
| Canaveilles              | 66036        | Pirineos Catalanes | 48               | 10.95            | 4.4                 |
| Casteil                  | 66043        | Canigó             | 133              | 29.83            | 4.45                |
| Catllar                  | 66045        | Pirineos Catalanes | 744              | 8.02             | 92.8                |
| Clara                    | 66051        | Pirineos Catalanes | 249              | 8.70             | 28.6                |
| Codalet                  | 66052        | Pirineos Catalanes | 371              | 2.78             | 33.4                |
| Conat                    | 66054        | Pirineos Catalanes | 56               | 19.12            | 3                   |
| Corneilla-de-Conflent    | 66057        | Canigó             | 476              | 11.02            | 43                  |
| Escaro                   | 66068        | Pirineos Catalanes | 120              | 15.21            | 7.9                 |
| Espira-de-Conflent       | 66070        | Canigó             | 169              | 6.03             | 28                  |
| Estoher                  | 66073        | Canigó             | 153              | 26.08            | 5.9                 |
| Eus                      | 66074        | Pirineos Catalanes | 420              | 20.08            | 21                  |
| Fillols                  | 66078        | Canigó             | 175              | 8.40             | 21.9                |
| Finestret                | 66079        | Canigó             | 199              | 8.43             | 24                  |
| Fontpédrouse             | 66080        | Pirineos Catalanes | 134              | 64.35            | 2                   |
| Fuilla                   | 66085        | Canigó             | 473              | 9.69             | 48.8                |
| Joch                     | 66089        | Canigó             | 246              | 3.38             | 73                  |
| Jujols                   | 66090        | Pirineos Catalanes | 48               | 10.11            | 4.8                 |
| Los Masos                | 66104        | Pirineos Catalanes | 904              | 5.71             | 158                 |
| Mantet                   | 66102        | Canigó             | 31               | 32.15            | 0.96                |
| Marquixanes              | 66103        | Canigó             | 553              | 4.80             | 115                 |
| Molitg-les-Bains         | 66109        | Pirineos Catalanes | 224              | 12.96            | 17                  |
| Mosset                   | 66119        | Pirineos Catalanes | 293              | 71.93            | 4.07                |
| Nohèdes                  | 66122        | Pirineos Catalanes | 66               | 30.91            | 2                   |
| Nyer                     | 66123        | Pirineos Catalanes | 162              | 37               | 4                   |
| Olette                   | 66125        | Pirineos Catalanes | 398              | 28.95            | 13.8                |
| Oreilla                  | 66128        | Pirineos Catalanes | 13               | 16.03            | 0.8                 |
| Prades                   | 66149        | Pirineos Catalanes | 6184             | 10.87            | 569                 |
| Py                       | 66155        | Canigó             | 95               | 50.86            | 1.86                |
| Ria-Sirach               | 66161        | Pirineos Catalanes | 1283             | 12.82            | 100                 |
| Rigarda                  | 66162        | Canigó             | 583              | 3.60             | 162                 |
| Sahorre                  | 66166        | Canigó             | 373              | 14.88            | 25                  |
| Serdinya                 | 66193        | Pirineos Catalanes | 209              | 16.91            | 12                  |
| Souanyas                 | 66197        | Pirineos Catalanes | 44               | 4.81             | 9.1                 |
| Sournia                  | 66198        | Valle del Agly     | 494              | 29.99            | 16                  |
| Tarerach                 | 66201        | Valle del Agly     | 54               | 8.16             | 6.6                 |
| Taurinya                 | 66204        | Canigó             | 341              | 14.50            | 23                  |
| Thuès-Entre-Valls        | 66209        | Pirineos Catalanes | 31               | 20.41            | 1.5                 |
| Trévillach               | 66215        | Valle del Agly     | 134              | 17.24            | 7.8                 |
| Urbanya                  | 66219        | Pirineos Catalanes | 1443             | 1592             | 91                  |
| Valmanya                 | 66221        | Canigó             | 44               | 27.63            | 1.6                 |
| Vernet-les-Bains         | 66222        | Canigó             | 1473             | 16.76            | 88                  |
| Villefranche-de-Conflent | 66223        | Pirineos Catalanes | 233              | 4.46             | 52                  |
| Vinça                    | 66230        | Canigó             | 1947             | 7.74             | 252                 |

## Competencias
La comunidad es un organismo público de cooperación intercomunal.
Sus recursos provienen del impuesto sobre los rendimientos del trabajo único, del sistema de contribuciones que se aplica a los residuos y asignaciones y subvenciones de diversos socios.
Sus competencias en general se centran en el desarrollo económico, medio ambiental, de empleo y los servicios comunitarios a los habitantes:
- Ordenación del Territorio
  - Plan de Coherencia Territorial (SCOT, en francés).
  - Plan Sectorial.
- Desarrollo y organización económica
  - Acción de desarrollo económico de las actividades industriales, comerciales o de empleo, (apoyo de las actividades agrícolas y forestales...).
  - Creación, organización, mantenimiento y gestión de zonas de actividades industriales, comerciales, terciario, artesanal o turístico.
- Desarrollo y organización social y cultural
  - Actividades culturales y socioculturales.
  - Actividades deportivas.
  - Construcción y/u organización, mantenimiento, gestión de equipamientos o establecimientos culturales, socioculturales, socioeducativos, deportivos…etc.
  - Transporte escolar.
- Medio ambiente
  - Saneamiento no colectivo.
  - Recogida y tratamiento de los residuos urbanos y asimilados.
  - Protección y valorización del Medio Ambiente.
- Vivienda y hábitat
  - Programa local del hábitat.
- Servicio de vías públicas
  - Creación, organización y mantenimiento del servicio de vías públicas.
- Otros
  - Adquisición comunal de material.
  - Informática, Talleres vecinales.